# Trận Fredericksburg
Trận Fredericksburg là một trận đánh thời Nội chiến Hoa Kỳ diễn ra trong các ngày 11–15 tháng 12 năm 1862 giữa binh đoàn Potomac của Liên bang miền Bắc do tướng Ambrose E. Burnside chỉ huy kéo đến tấn công và binh đoàn Bắc Virginia thuộc Liên minh miền Nam của tướng Robert E. Lee phòng thủ trong và lân cận thành phố Fredericksburg, Virginia. Cuộc tấn công ngày 13 tháng 12 năm 1862, khi quân miền Bắc dàn hàng ngang và tiến đánh trực diện trong vô vọng, bị quân miền Nam nấp trong chiến hào trên các cao điểm xung quanh thành phố bắn gục hàng loạt, là một trong những trận chiến "một chiều" nhất của cuộc Nội chiến. Lực lượng miền Bắc tổn thất nặng nề gấp hơn hai lần so với đối phương.
Kế hoạch tấn công của Burnside là vượt qua sông Rappahannock tại Fredericksburg vào giữa tháng 11 và tiến về thủ đô Richmond của miền Nam trước khi quân đội của Lee có thể ngăn chặn. Không may là những vấn đề hành chính quan liêu đã khiến cho Burnside không thể có đủ số cầu phao cần thiết đúng lúc và Lee đã kịp hành quân đến chốt chặn vị trí này. Sau khi quân miền Bắc dựng được cầu và vượt qua sông dưới hỏa lực của đối phương, thì một cuộc chiến đấu đường phố đã diễn ra trong các ngày 11–12 tháng 12. Trong lúc đó thì quân miền Bắc cũng chuẩn bị cho cuộc tấn công vào các vị trí phòng thủ ở phía nam và tại cao điểm phòng thủ vững chắc Marye's Heights ở phía tây thành phố.
Ngày 13 tháng 12, đại đoàn của thiếu tướng miền Bắc William B. Franklin đã chọc thủng phòng tuyến đầu tiên do trung tướng Stonewall Jackson đóng giữ ở khu phía nam, nhưng cuối cùng lại bị đánh lui. Burnside lệnh cho các đại đoàn của Edwin V. Sumner và Joseph Hooker mở nhiều cuộc công kích trực diện vào vị trí của tướng James Longstreet trên cao điểm Marye's Heights, nhưng đều bị đẩy lui với thiệt hại nặng nề. Đến ngày 15 tháng 12, Burnside phải rút lui và bỏ dở chiến dịch tấn công thủ phủ Richmond của miền Nam. Đây lại là một chiến dịch thất bại khác của phe miền Bắc tại Mặt trận miền Đông trong cuộc Nội chiến.

## Bối cảnh và kế hoạch của Burnside
Tháng 11 năm 1862, Tổng thống Abraham Lincoln nhận thấy cần phải chứng minh sự thành công của nỗ lực chiến tranh miền Bắc trước khi dư luận mất niềm tin vào chính quyền ông. Trước đó vào mùa thu, các binh đoàn miền Nam đã tấn công hai bang Kentucky và Maryland của miền Bắc, và mặc dù bị đẩy lui, quân chủ lực miền Nam vẫn còn nguyên vẹn và đủ sức tiếp tục tấn công. Do vậy, Lincoln khẩn cấp yêu cầu Thiếu tướng Ulysses S. Grant tiến đánh căn cứ quan trọng của miền Nam tại Vicksburg, Mississippi. Ông cũng thay Thiếu tướng Don Carlos Buell bằng Thiếu tướng William S. Rosecrans với hy vọng Rosecrans sẽ quyết đoán hơn trong việc giải quyết quân miền Nam tại Tennessee, và vào ngày 5 tháng 11, nhận thấy việc huyền chức Buell không thể thôi thúc Thiếu tướng George B. McClellan mạnh tay hành động, Lincoln hạ lệnh bãi chức Tư lệnh Binh đoàn Potomac tại Virginia của McCellan. McCellan trước đây đã chặn được bước tiến của Binh đoàn Bắc Virginia dưới quyền Robert E. Lee trong trận Antietam tại Maryland, nhưng không thể tiêu diệt binh đoàn Lee và cũng không truy kích Lee về Virginia một cách mạnh mẽ tương xứng với sự mong đợi của Lincoln.
Người thế chức McClellan là Thiếu tướng Ambrose E. Burnside, nguyên tư lệnh IX Corps. Burnside đã có được tên tuổi như một chỉ huy độc lập từ sau thắng lợi của ông trong các đợt tấn công dọc theo bờ biển North Carolina hồi đầu năm, và, khác với McCellan, ông không có tham vọng chính trị rõ rệt. Tuy vậy, Burnside cảm thấy mình không đủ năng lực để chỉ huy một binh đoàn và ban đầu ông từ chối đề cử của Lincoln. Ông chỉ chấp thuận sau khi nắm rõ rằng McCellan sẽ bị sa thải trong mọi tình huống và một ứng viên khác của Lincoln là Thiếu tướng Joseph Hooker, người mà Burnside không ưa và không tin. Burnside nhậm chức Tư lệnh Binh đoàn Potomac vào ngày 7 tháng 11.
Trước sự thúc giục của Lincoln và Tướng tư lệnh Henry W. Halleck, Burnside đã lên kế hoạch mở một cuộc tấn công cuối thu và trình bày kế hoạch cho Halleck vào ngày 9 tháng 11.

## Tàn cuộc
Thiệt hại của quân miền Bắc lên đến 12.653 người (1.284 chết, 9,600 bị thương, 1.769 bị bắt/mất tích). Hai tướng miền Bắc bị thương chí mạng: Chuẩn tướng George D. Bayard và Conrad F. Jackson. Quân miền Nam tổn thất 5.377 người (608 chết, 4,116 bị thương, 653 mất tích/bị bắt), phần lớn là trong cuộc giao chiến ban đầu trên mặt trận của Jackson. Các chuẩn tướng Maxcy Gregg và T. R. R. Cobb đều bị thương chí mạng. Con số tổn thất của hai phe cho thấy sự tai hại của chiến thuật phe miền Bắc. Mặc dù cuộc chiến đấu ở mạn nam đã gây thương vong ngang ngửa cho hai phe (tầm 4.000 lính miền Nam, 5.000 lính miền Bắc), thương vong trên mạn bắc lại hoàn toàn "một chiều" khi phía miền Bắc phải mất 8 lính để đổi lấy 1 lính miền Nam. Nói cách khác, quân miền Bắc đã chịu tổn thất lớn hơn nhiều trong mũi tấn công mà ban đầu được Burnside dự trù là "đòn mồi nhử" hơn là trong mũi tấn công chủ lực của ông.
Chiến thắng Fredericksburg đã làm dấy lên không khí phấn khởi trong công chúng miền Nam. Tờ báo Examiner của Richmond mô tả trận chiến là một "thất bại choáng ngợp của quân xâm lược, một thắng lợi lừng lẫy của những người bảo vệ mảnh đất thiêng liêng."